# Ghiacciaio Starshot
Il ghiacciaio Starshot è uno ghiacciaio lungo circa 90 km situato nella regione meridionale della Terra di Oates, nell'Antartide orientale. Il ghiacciaio, il cui punto più alto si trova a circa 2000 m s.l.m., si trova sulla costa di Shackleton e ha origine dall'Altopiano Antartico, da cui fluisce verso est scorrendo tra la catena dei monti Churchill per poi virare verso nord e costeggiare il versante orientale della suddetta catena e quello occidentale della dorsale dei Ricognitori, e quindi curvare nuovamente a nord-est per andare infine ad alimentare la barriera di Ross, a sud di capo Parr.
 Lungo il percorso al flusso del ghiacciaio Starshot si uniscono quelli di diversi altri ghiacciai, quasi tutti provenienti da ovest, tra i quali si possono citare il Donnally e il Flynn.

## Storia
Il ghiacciaio Starshot fu così battezzato dai membri della spedizione neozelandese di esplorazione antartica svolta nel periodo 1960-61 in riferimento al fatto che, durante l'esplorazione dell'area, fu possibile orientarsi 
anche grazie all'osservazione delle stelle.